# Ulrich Sauerborn

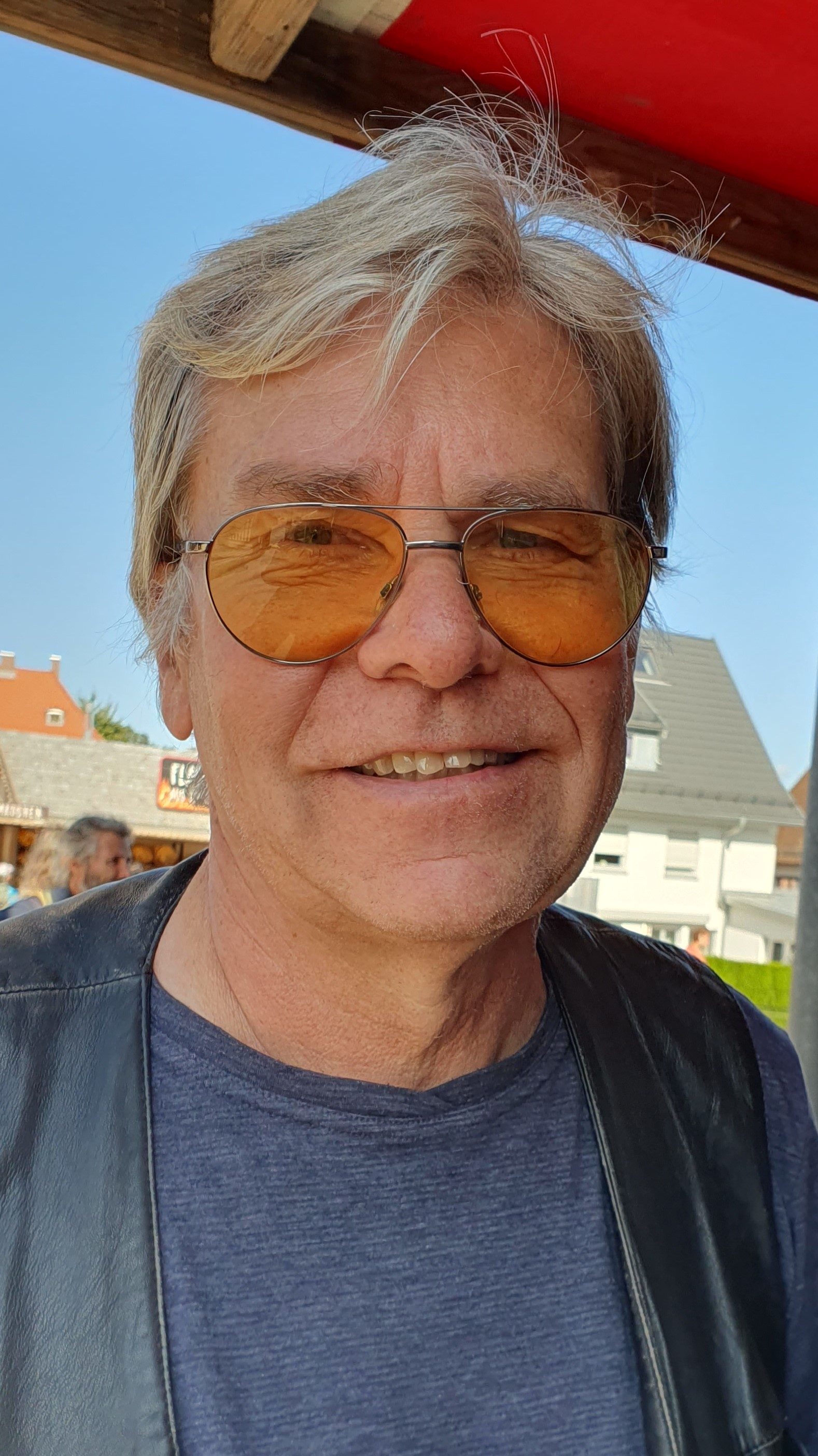
Ulrich Sauerborn, 2023

Ulrich Gerhard Sauerborn (* 1956 in Aalen) ist ein deutscher Museumsleiter und Fossiliensammler.
Sauerborn absolvierte nach dem Abitur 1977 eine Lehre als Augenoptiker und war von 1980 bis 1984 bei der Firma Carl Zeiss in Aalen angestellt. Anschließend begann er ein Studium an der Pädagogischen Hochschule in Schwäbisch Gmünd, das er 1988 beendete. Zwischen 1977 und 1987 war er an verschiedenen Museen als ehrenamtlicher Mitarbeiter und in Honorartätigkeit beschäftigt. Daneben war er Fossiliensammler im malmzeitlichen Korallenkalk von Nattheim. In den Jahren 1982 und 1986 nahm er an paläontologischen Ausgrabungen von Elmar P. J. Heizmann im Steinheimer Becken teil. Er sammelt vor allem im Jura (Lias, Malm) der Schwäbischen Alb.
Seit 1988 ist Sauerborn bei der Stadt Aalen als Museumsleiter angestellt. In dieser Funktion leitet er seither das städtische Urweltmuseum Aalen und war bis zu seinem Ruhestand Ende 2021 als Leiter im Limesmuseum Aalen für die Museumspädagogik, Organisation und Besucherbetreuung tätig.
Er ist seit 1985 Vorsitzender der Geologengruppe Ostalb (gegründet 1961 von Fritz Sauter), einer  Vereinigung von Sammlern und Paläontologen. Er ist Mitglied der Paläontologischen Gesellschaft und der Gesellschaft für Archäologie in Württemberg und Hohenzollern (seit März 2025 Gesellschaft für Archäologie in Baden-Württemberg). Ulrich Sauerborn leitet als Mitglied der Gesellschaft für Naturkunde in Württemberg e. V. seit 2014 den Vereinszweig Ostwürttemberg.
Im Juli 2023 erhielt Ulrich Sauerborn für sein ehrenamtliches Engagement die Ehrennadel 2023 des Arbeitskreises Heimatpflege im Regierungsbezirk Stuttgart.

## Schriften
- Die Korallenkalk-Fauna von Nattheim. In: Werner K. Weidert (Hrsg.): Klassische Fundstellen der Paläontologie, Band 1, Goldschneck Verlag 1988.[7]
- Aalen und das Aalenium. In: Werner K. Weidert (Hrsg.): Klassische Fundstellen der Paläontologie, Band 2, Goldschneck Verlag 1990.
- Lochen bei Balingen. Schwammriffe aus dem Weißjura. In: Werner K. Weidert (Hrsg.): Klassische Fundstellen der Paläontologie, Band 3, Goldschneck Verlag 1995.
- Das Untertoarcium von Whitby. In: Werner K. Weidert (Hrsg.): Klassische Fundstellen der Paläontologie, Band 2, Goldschneck Verlag 1990.
- Nördlinger Ries- Fossilien aus dem Meteoritenkrater.  In: Werner K. Weidert (Hrsg.): Klassische Fundstellen der Paläontologie, Band 4, Goldschneck Verlag 2001.